# De Gyldne Laurbaer

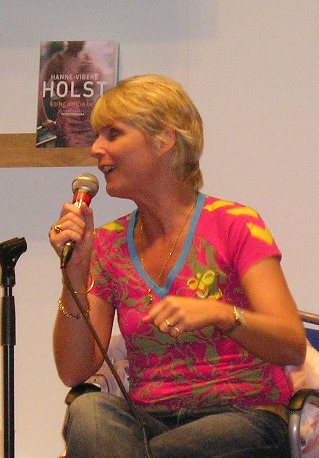
Hanne-Vibeke Holst, ganadora del premio en 2008

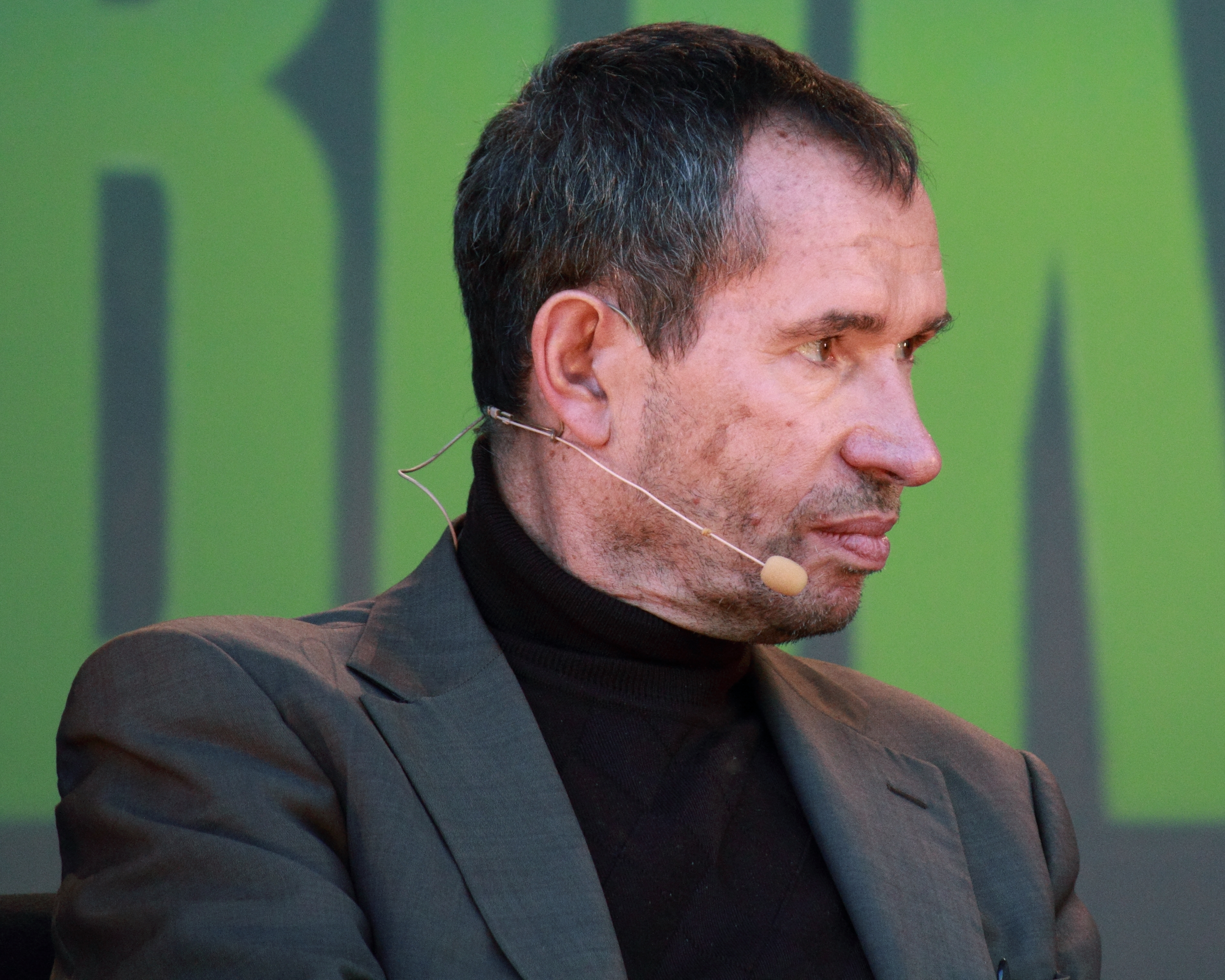
Carsten Jensen, ganador del premio en 1996

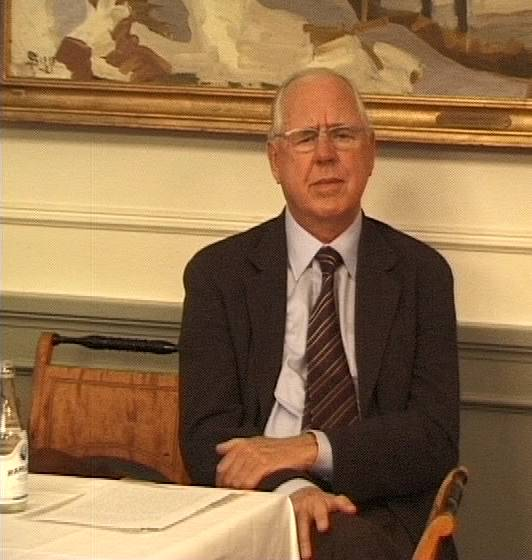
Klaus Rifbjerg, premiado en 1966

De Gyldne Laurbær (literal, Laurel de Oro; con anterioridad Boghandlernes Gyldne Laurbær ) es un premio literario danés que se creó en 1949. El galardón lo entrega el Comité De Gyldne Laurbær, antiguamente Boghandlerklubben (Club de las Librerías). El premio se hace oficial cada año en el mes de enero o febrero sobre el año anterior. El premio consiste en una corona de laurel, un diploma y un libro de regalo valorado en 2.500 coronas danesas. El premio se entrega durante una ceremonia organizada por la editorial que ha publicado el libro ganador y por el Comité De Gyldne Laurbær. Cada año, a principios de enero, el comité envía una votación a todas las librerías danesas, que votan por un libro danés publicado el año anterior. Un autor solo puede ganar el Laurel de Oro una vez en la vida, por lo que las librerías no pueden votar por un autor que ya lo haya ganado anteriormente. El ganador suele ser uno de los libros daneses más vendidos.

## Ganadores
- 1949 – Martin A. Hansen por Tanker i en skorsten[3]
- 1950 – Hans Christian Branner, por Rytteren[4]
- 1951 – Jacob Paludan por Retur til barndommen[5]
- 1952 – Karen Blixen por Babettes gæstebud[6]
- 1953 – Aage Dons por Altid at spørge[7]
- 1954 – Tom Kristensen por Den sidste lygte[8]
- 1955 – Tove Ditlevsen por Kvindesind[9]
- 1956 – Karl Bjarnhof por Stjernen blegner
- 1957 – Halfdan Rasmussen por Tosserier (7 libros)
- 1958 – Frank Jæger por Velkommen, Vinter
- 1959 – Willy-August Linnemann por Døden maa have en aarsag
- 1960 – Palle Lauring por Historiske portrætter
- 1961 – Marcus Lauesen por Mor
- 1962 – Poul Ørum por Natten i ventesalen
- 1963 – Jakob Bech Nygaard por Natten er nådig
- 1964 – Erik Aalbæk Jensen por Perleporten
- 1965 – Thorkild Hansen por Jens Munk
- 1966 – Klaus Rifbjerg por Operaelskeren[10]
- 1967 – Jens Kruuse por Danmark i digtning og kunst
- 1968 – Anders Bodelsen por Tænk på et tal
- 1969 – Inger Christensen por Det[11]
- 1970 – Leif Panduro por Daniels anden verden
- 1971 – Henrik Stangerup por Løgn over løgn
- 1972 – Christian Kampmann por En tid alene
- 1973 – Anna Ladegaard por Egoisterne
- 1974 – Benny Andersen por Personlige papirer[12]
- 1975 – Bo Bramsen por Huset Glücksborg i 150 år
- 1976 – Dea Trier Mørch por Vinterbørn
- 1977 – Ebbe Kløvedal Reich por Fæ og frænde
- 1978 – Vita Andersen por Hold kæft og vær smuk[13]
- 1979 – Johannes Møllehave por Læsehest med æselører[14]
- 1980 – Tage Skou-Hansen por Over stregen[15]
- 1981 – Suzanne Brøgger por Tone[16]
- 1982 – Kirsten Thorup por Himmel og helvede
- 1983 – Dorrit Willumsen por Marie[17]
- 1984 – Cecil Bødker por Marias Barn. Drengen y Marias Barn. Manden[18]
- 1985 – Helle Stangerup por Christine[19]
- 1986 – Paul Hammerich por Lysmageren[20]
- 1987 – Martha Christensen por Dansen med Regitze[21]
- 1988 – Bjarne Reuter por Den cubanske kabale[22]
- 1989 – Ib Michael por Kilroy, Kilroy[23]
- 1990 – Peter Seeberg por Om fjorten dage
- 1991 – Leif Davidsen por Den sidste spion
- 1992 – Lise Nørgaard por Kun en pige[24]
- 1993 – Peter Høeg por De måske egnede[25]
- 1994 – Jørn Riel por Cirkulæret og andre skrøner[26]
- 1995 – Henrik Nordbrandt por Ormene ved himlens port[27]
- 1996 – Carsten Jensen por Jeg har set verden begynde[28]
- 1997 – Jane Aamund por Colorado drømme[29]
- 1998 – Jens Christian Grøndahl for Lucca[30]
- 1999 – Svend Åge Madsen por Genspejlet
- 2000 – Anne Marie Løn por Kærlighedens rum[31]
- 2001 – Hans Edvard Nørregård-Nielsen por Riber Ret[32]
- 2002 – Jakob Ejersbo por Nordkraft[33]
- 2003 – Jette A. Kaarsbøl por Den lukkede bog[34]
- 2004 – Christian Jungersen por Undtagelsen[35]
- 2005 – Morten Ramsland por Hundehoved[36]
- 2006 – Knud Romer Jørgensen por Den som blinker er bange for døden[37]
- 2007 – Jens Smærup Sørensen por Mærkedage[38]
- 2008 – Hanne-Vibeke Holst por Dronningeofret[39]
- 2009 – Ida Jessen por Børnene[40]
- 2010 – Jussi Adler-Olsen por Journal 64[41]
- 2011 – Helle Helle por Dette burde skrives i nutid
- 2012 – Kim Leine por Profeterne i Evighedsfjorden[42]
- 2013 – Anne-Cathrine Riebnitzsky por Forbandede yngel[43]
- 2014 – Sara Blædel por Kvinden de meldte savnet[44]
- 2015 – Jesper Stein por Aisha[45]
- 2016 – Merete Pryds Helle por Folkets skønhed[46]
- 2017 – Jesper Wung-Sung por En anden gren[47]
- 2018 – Leonora Christina Skov por Den, der lever stille[48]
- 2019 – Sara Omar por Skyggedanseren[49]
- 2020 – Stine Pilgaard por Meter i sekundet[50]
- 2021 – Thomas Korsgaard por Man skulle nok have været der[51]
- 2022 – Maren Uthaug por 11%
- 2023 – Kim Blæsbjerg por De bedste familier[52]